# 1996年アトランタオリンピックのアルジェリア選手団
1996年アトランタオリンピックのアルジェリア選手団（1996ねんアトランタオリンピックのアルジェリアせんしゅだん）は、1996年7月19日から8月4日にかけてアメリカ合衆国のジョージア州アトランタで開催された1996年アトランタオリンピックのアルジェリア選手団、およびその競技結果。

## 概要
今大会は金メダル2個、銅メダル1個の合計3個のメダルを獲得した。

## メダル
| メダル | 選手名                 | 競技 | 種目      |
| ------ | ---------------------- | ---- | --------- |
| 金     | ヌールディン・モルセリ | 陸上 | 男子1500m |